# Lista de membros da Royal Society eleitos em 1949
Esta página lista Membros da Royal Society eleitos em 1949.

## Fellows
1. John Frank Allen[2]
2. Richard William Bailey
3. Sir Frederick Charles Bawden[3]
4. Francis Brambell[4]
5. Keith Edward Bullen[5]
6. Sir Ernst Chain[6]
7. Ulick Richardson Evans[7]
8. Edward David Hughes[8]
9. William Quarrier Kennedy[9]
10. William Bernard Robinson King[10]
11. Sir Ben Lockspeiser[11]
12. Hedley Marston[12]
13. Sir Kenneth Mather[13]
14. Sir James McFadyen McNeill[14]
15. Sir Peter Brian Medawar[15]
16. Walter Thomas James Morgan[16]
17. Norman Pirie[17]
18. Cecil Frank Powell[18]
19. David Alymer Scott[19]
20. Wilson Smith[20]
21. Sir Gordon Sutherland[21]
22. Sir Graham Sutton[22]
23. Meirion Thomas[23]
24. John Macnaghten Whittaker[24]
25. Sir Frank George Young[25]

## Foreign Members
1. Norman Levi Bowen[26]
2. Percy Williams Bridgman[27]
3. Max von Laue[28]
4. Erwin Schrödinger[29]